# Disco up'n Dörp
Disco up'n Dörp är den första singeln av den tyska popduon De Plattfööt.

## Låtlista
1. Disco up'n Dörp
2. Fru Püttelkow ut Hagenow